# 欧洲E38公路
欧洲E38公路（E38）是欧洲的一条国际公路，起点为乌克兰赫卢希夫，穿过俄罗斯，终点为哈萨克斯坦奇姆肯特，全长约2200公里。

## 线路
欧洲E38公路穿过以下主要城市：

- 乌克兰：赫卢希夫
- 俄罗斯：库尔斯克 - 沃罗涅日 - 萨拉托夫
- 哈萨克斯坦：乌拉尔 - 阿克托贝 - 卡拉布塔克 - Aral - 新卡扎林斯克 - 克孜勒奥尔达 - 奇姆肯特